# Poison Ivy (lied)
Poison Ivy is een liedje, geschreven door het schrijvers- en producentenduo Jerry Leiber en Mike Stoller. Het is voor het eerst opgenomen door The Coasters in 1959. Het haalde de eerste plaats in de R&B Chart en de zevende in de Billboard Hot 100. Het was de derde en laatste toptienhit van The Coasters in dat jaar, na Charlie Brown en Along Came Jones.
Het liedje gaat over een meisje met de naam Ivy, dat de bijnaam ‘Poison Ivy’ heeft gekregen dankzij haar reputatie als mannenverslindster. Poison Ivy is de gifsumak, een plant die bij veel mensen een ernstige allergische huiduitslag kan veroorzaken. In het begin van het liedje wordt Ivy vergeleken met bloemen als een roos en een madeliefje, maar dan wordt ineens overgeschakeld op ziekten als de mazelen, de bof, waterpokken, verkoudheid en kinkhoest. Die zijn nog niets vergeleken bij de jeuk die Poison Ivy je bezorgt. In hun autobiografie Hound Dog: The Leiber and Stoller Autobiography geven Leiber en Stoller toe dat het liedje eigenlijk over een meisje met een geslachtsziekte gaat, vandaar: ‘You can look, but you’d better not touch’ (‘Je kunt ernaar kijken, maar het beter niet aanraken’).

## Versie van The Rolling Stones
In juli 1963 namen The Rolling Stones de nummers Poison Ivy en Fortune Teller op. Van Poison Ivy werden zelfs twee versies opgenomen. De opnamen waren bedoeld voor hun tweede single, als opvolger van Come On. Er is een proefpersing van een paar honderd exemplaren gemaakt, maar de plaat (met het nummer Decca F 11742) werd afgelast. Maar een handjevol platen kwam in handen van het publiek. In 1964 verschenen beide nummers op een compilatie-lp met nummers van diverse artiesten uit de Decca-stal, getiteld Saturday Club. In hetzelfde jaar verscheen Poison Ivy op een ep die simpelweg The Rolling Stones heette, samen met de nummers Bye Bye Johnny, Money en You Better Move On. In Nederland en Frankrijk kwam, ook nog in 1964, een ep uit met de nummers Not Fade Away, Little by Little, Stoned (op de hoes abusievelijk Stones genoemd) en Poison Ivy. Het nummer stond ook op de Duitse lp Around and Around van 1964.
Op al deze platen stond versie 2 van Poison Ivy. Versie 1 werd voor het eerst uitgebracht op de dubbel-lp More Hot Rocks (Big Hits & Fazed Cookies) van 1972. Op versie 1 maakten de Stones gebruik van een güiro, een schraapinstrument, bespeeld door Mick Jagger. Toen de dubbel-lp in 2002 opnieuw werd uitgebracht als dubbel-cd, werden drie bonustracks toegevoegd. Een daarvan was versie 2 van Poison Ivy.

## Andere covers
Behalve The Rolling Stones hebben nog diverse andere artiesten het nummer opgenomen. Daaronder zijn:
- De Australische groep Billy Thorpe & The Aztecs, die in 1964 in zijn land een nummer 1-hit scoorde met het nummer.
- Chris Burke nam in 1994 het nummer samen met de tweeling Joe and John DeMasi op voor het album Singer with the Band.
- The Dave Clark Five op hun eerste ep The Dave Clark Five uit 1963.
- Hanson zette het nummer op zijn album Boomerang uit 1995.
- The Hollies namen het nummer op in oktober 1963. Het verscheen op een Australische lp in 1978 en kwam voor het eerst beschikbaar voor een groter publiek op de verzamel-cd The Essential Collection van 2008.[3]
- De Engelse groep The Lambrettas bracht het nummer in 1980 op single uit. Het nummer bereikte de zevende plaats in de UK Singles Chart.
- Manfred Mann zette het nummer in 1966 op de plaat, als achterkant van de single You Gave Me Somebody to Love, die overigens niet verder kwam dan een 36e plaats in de UK Singles Chart.
- Linda McCartney maakte in 1987 een opname van het nummer. Het staat op haar postuum verschenen soloalbum Wide Prairie van 1998.
- Meshell Ndegeocello zong het nummer – met een iets veranderde tekst – in 1997 voor de film Batman & Robin, waarin een belangrijke rol is weggelegd voor de vrouwelijke schurk Poison Ivy.
- The Paramounts, een Britse popgroep, bracht het nummer in 1963 uit als single en het jaar daarop als ep. De single bracht het tot nummer 35 in de UK Singles Chart. Een van de leden van The Paramounts was Gary Brooker, die in 1967 Procol Harum zou oprichten.
- Redbone bracht het nummer in 1973 uit als – geflopte – single.
- The Romantics zetten het nummer op hun lp Rhythm Romance van 1985.
- Er bestaat een Portugese vertaling onder de titel Erva Venenosa, gezongen door de Braziliaanse zangeres Rita Lee in 2000.

Er bestaan ook andere liedjes met de naam Poison Ivy, bijvoorbeeld van de Amerikaanse hardrockgroep Faster Pussycat en van de Amerikaanse poprockband Jonas Brothers (op het album Lines, Vines and Trying Times).